# Wouter Biebauw
Wouter Biebauw (ur. 21 maja 1984) – belgijski piłkarz występujący na pozycji bramkarza w K Beerschot VA.